# درگیری ستارگان (بازی ویدئویی)
درگیری ستارگان (انگلیسی: Star Conflict) یک بازی اکشن فضایی آنلاین و برخط چندنفره است. پلت فرم استیم آن را به عنوان یک «بازی شبیه‌سازی فضایی اکشن و چند نفره» توصیف می‌کند. هسته اصلی بازی نبردهای سفینه‌های فضایی پی‌وی‌پی، ماموریت‌های پی‌وی‌ای و جهان باز است. این بازی از یک مدل تجاری رایگان استفاده می‌کند

## داستان
کهکشان، بین امپراتوری‌های ستاره‌های مبارز و گروه‌های مزدور مستقل تقسیم شده‌است. در گوشه ای دور از کهکشان _ بخش ۱۳۳۷، منطقه مردگان _ دنیایی پشت سر گذاشته شده‌است. در اینجا، اخیراً ویرانه‌های یک تمدن بزرگ از بیگانگان کشف شده‌است. مزدوران و ماجراجویان از سراسر کهکشان بدون در نظر گرفتن خطر به این بخش هجوم می‌آورند.